# Viktor Kassai
Viktor Kassai (født 10. september 1975) er en ungarsk fodbolddommer. Han har dømt internationalt under det internationale fodboldforbund FIFA siden 2003, hvor han er placeret i den europæiske elite-dommergruppe.
Han debuterede ved en af de store slutrunder med sin deltageles ved VM 2010. Han blev kåret som verdens bedste fodbolddommer af IFFHS i 2011 foran engelske Howard Webb.
Den 26/5-2011 blev han udnævnt til at dømme sin første Champions League finale mellem Manchester United og Barcelona, på Wembley. Desuden er han den yngste finale-dommer i Champions League historien med sine bare 35 år. .
Ved siden af sin aktive dommerkarriere arbejder Kassai i et rejsebureau.

## Karriere

### VM 2010
Ungaren deltog ved VM 2010 i Sydafrika, hvor det blev til 4 kampe, heriblandt den ene semifinale.
- Brasilien –  Nordkorea (gruppespil)
- Mexico –  Uruguay (gruppespil)
- USA –  Ghana (ottendedelsfinale)
- Tyskland –  Spanien (semifinale)

### EM 2012
Kassai er blandt de udtagede dommere til EM 2012 i Polen og Ukraine, hvor han har fået tildelt følgende kampe
- Spanien –  Italien 1 - 1 (gruppespil)

## Kampe med danske hold
- Den 14. august 2007 dømte Kassai FC Københavns kvalifikationskamp til Champions League mod Benfica. En kamp som Benfica vandt 2-1.